# Bergamottin
Bergamottin är ett ämne som finns i grapefruktsjuice. Det finns även i olja från citrusfrukten bergamott, som har givit namn åt ämnet eftersom det var därur det först isolerades. I mindre mängd finns bergamottin även i eteriska oljor från andra citrusfrukter. Tillsammans med den besläktade föreningen 6’,7’-dihydroxibergamottin anses den vara orsaken till grapefruktsjuice-effekten där juicen påverkar metabolismen av vissa läkemedel.

## Kemi
Kemiskt är bergamottin en furanokumarin. Både bergamottin och dihydroxibergamottin är linjära furanokumariner med en sidokedja som är ett derivat till geraniol.
I människokroppen är bergamottinerna aktiva som inhibitorer (hämmare) för vissa varianter av proteinet cytokrom P450, speciellt CYP3A4, som normalt deltar i metabolismen (nedbrytningen) av vissa läkemedel. Bergamottin förhindrar oxidativ metabolism av dessa läkemedel vilket leder till förhöjda koncentrationer av läkemedlet i blodomloppet. Normalt anses denna "grapefruktsjuice-effekt" vara negativ och patienter varnas för att äta grapefrukt eller dricka juicen under medicineringen. Forskning pågår dock där man försöker att dra nytta av att cytokrom P450 hämmas.

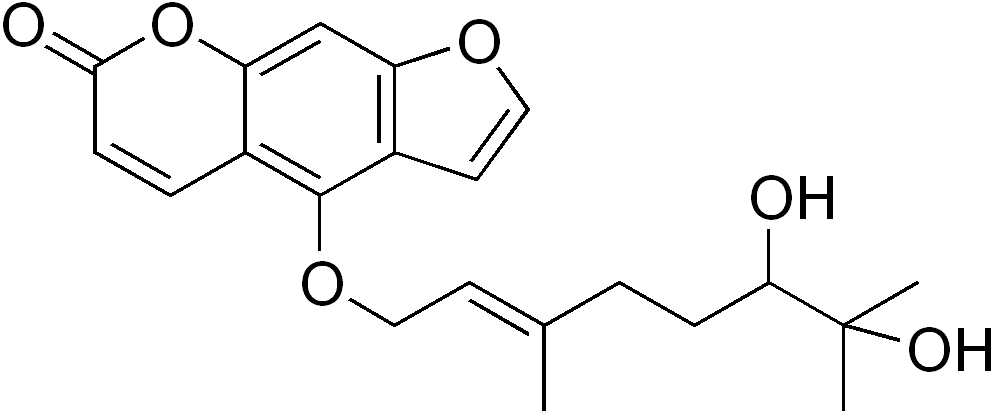
6',7'-Dihydroxibergamottin